# The Dickson Experimental Sound Film
The Dickson Experimental Sound Film er en amerikansk stumfilm fra 1895 af William Kennedy Dickson.